# Leichtathletik-Europameisterschaften 1978/400 m Hürden der Frauen

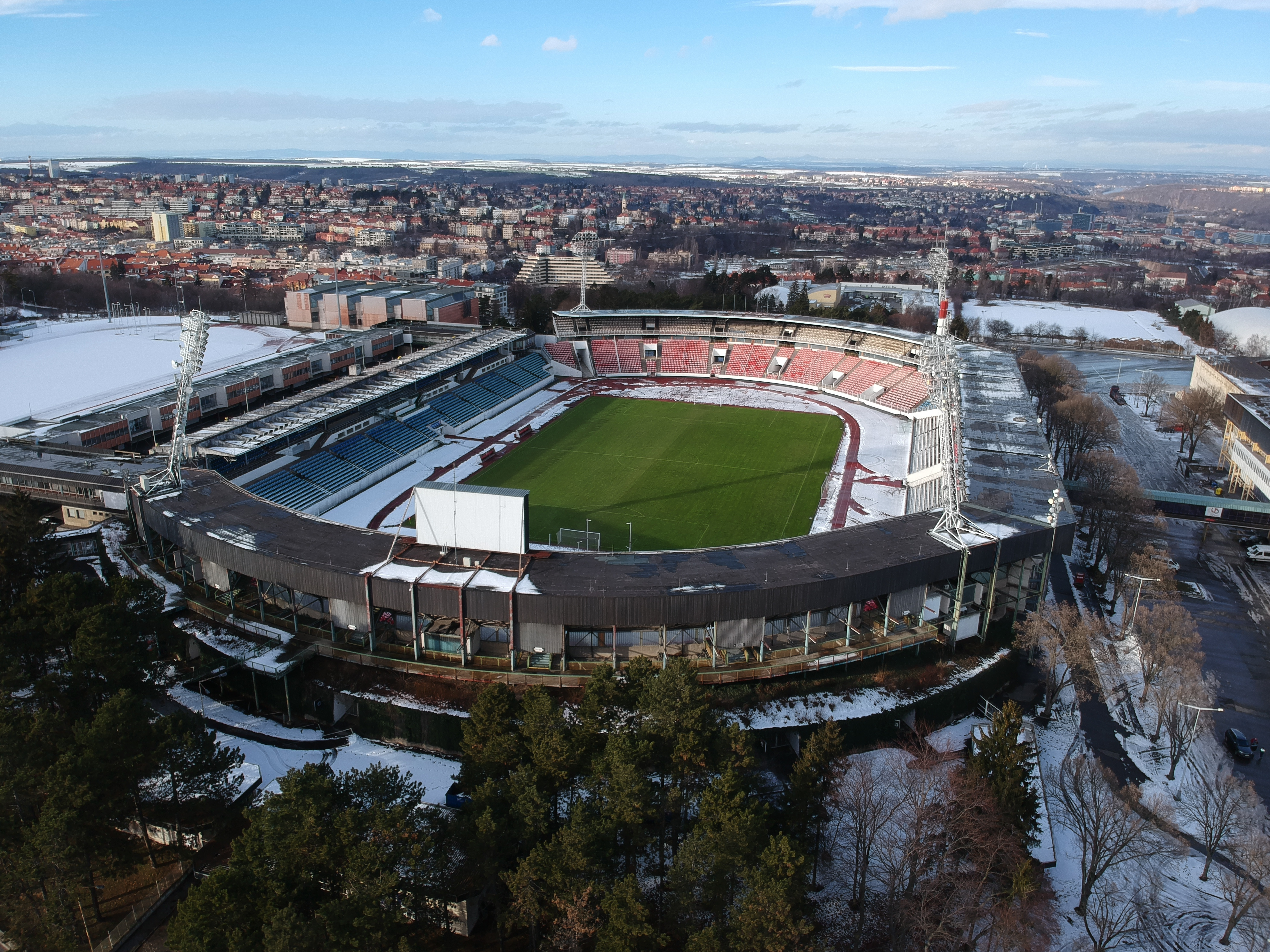
Das Stadion Evžena Rošického von Prag im Jahr 2009

Der 400-Meter-Hürdenlauf der Frauen bei den Leichtathletik-Europameisterschaften 1978 wurde am 1. und 2. September 1978 im Stadion Evžena Rošického von Prag ausgetragen. Dieser Wettbewerb stand bei den Frauen erstmals auf dem Programm einer großen internationalen Meisterschaft und war mit 28 Teilnehmerinnen gut besetzt.
Europameisterin wurde Tatjana Selenzowa aus der Sowjetunion, die im Finale ihren eigenen Weltrekord verbesserte und dabei als erste Athletin auf dieser Strecke unter 55 Sekunden blieb. Platz zwei belegte Silvia Hollmann aus der Bundesrepublik Deutschland. Bronze ging an die DDR-Läuferin Karin Roßley.

## Rekorde

### Bestehende Rekorde
| Weltrekord           | 55,31 s                                        | Tatjana Selenzowa                              | Podolsk, Sowjetunion (heute Russland)          | 19. August 1978                                |
| Europarekord         | 55,31 s                                        | Tatjana Selenzowa                              | Podolsk, Sowjetunion (heute Russland)          | 19. August 1978                                |
| Meisterschaftsrekord | erstmals bei Europameisterschaften ausgetragen | erstmals bei Europameisterschaften ausgetragen | erstmals bei Europameisterschaften ausgetragen | erstmals bei Europameisterschaften ausgetragen |

### Meisterschaftsrekorde / Rekordverbesserungen
Im ersten Vorlauf wurde ein erster Meisterschaftsrekord aufgestellt, der anschließend vier Mal gesteigert wurde. Außerdem gab es einen neuen Weltrekord sowie einen neuen Landesrekord.
- Meisterschaftsrekorde:
  - 56,83 s – Brigitte Köhn (DDR), erster Vorlauf am 1. September
  - 56,19 s – Anita Weiß (DDR), vierter Vorlauf am 1. September
  - 56,08 s – Silvia Hollmann (BR Deutschland), erstes Halbfinale am 2. September
  - 55,89 s – Tatjana Selenzowa (Sowjetunion), zweites Halbfinale am 2. September
  - 54,89 s – Tatjana Selenzowa (Sowjetunion), Finale am 2. September
- Weltrekord:
  - 54,89 s – Tatjana Selenzowa (Sowjetunion), Finale am 2. September
- Landesrekord:
  - 55,14 s – Silvia Hollmann (BR Deutschland), Finale am 2. September

## Legende
Kurze Übersicht zur Bedeutung der Symbolik – so üblicherweise auch in sonstigen Veröffentlichungen verwendet:
| WR    | Weltrekord                               |
| CR    | Championshiprekord                       |
| NR    | Nationaler Rekord                        |
| DR    | Deutscher Rekord                         |
| NU23R | Nationaler U23-Rekord                    |
| DNF   | Wettkampf nicht beendet (did not finish) |

## Vorrunde
1. September 1978, 18:40 Uhr
Die Vorrunde wurde in vier Läufen durchgeführt. Die ersten vier Athletinnen pro Lauf – hellblau unterlegt – qualifizierten sich für das Halbfinale.

### Vorlauf 1
| Platz | Name                | Nation         | Zeit         |
| ----- | ------------------- | -------------- | ------------ |
| 1     | Brigitte Köhn       | DDR            | 0056,83 s CR |
| 2     | Krystyna Kacperczyk | Polen          | 0057,18 s    |
| 3     | Erika Weinstein     | BR Deutschland | 0057,56 s    |
| 4     | Mary Appleby        | Irland         | 0057,66 s    |
| 5     | Éva Mohácsi         | Ungarn         | 0059,61 s    |
| 6     | Rosa-Maria Colorado | Spanien        | 0059,76 s    |
| 7     | Kristianne Staut    | Belgien        | 1:08,51 min  |

### Vorlauf 2
| Platz | Name              | Nation           | Zeit            |
| ----- | ----------------- | ---------------- | --------------- |
| 1     | Silvia Hollmann   | BR Deutschland   | 0057,50 s       |
| 2     | Karin Roßley      | DDR              | 0058,07 s       |
| 3     | Hilde Fredriksen  | Norwegen         | 0058,12 s NU23R |
| 4     | Ingrīda Barkāne   | Sowjetunion      | 0058,29 s       |
| 5     | Doina Badescu     | Rumänien         | 0059,72 s       |
| 6     | Wilma Hillen      | Niederlande      | 0059,97 s       |
| 7     | Kamila Josefíková | Tschechoslowakei | 1:00,61 min     |

### Vorlauf 3
| Platz | Name                 | Nation           | Zeit        |
| ----- | -------------------- | ---------------- | ----------- |
| 1     | Elisabeth Sutherland | Großbritannien   | 0057,61 s   |
| 2     | Marina Makejewa      | Sowjetunion      | 0057,66 s   |
| 3     | Lea Alaerts          | Belgien          | 0057,74 s   |
| 4     | Genowefa Błaszak     | Polen            | 0058,11 s   |
| 5     | Anne Aren            | Schweden         | 0059,32 s   |
| 6     | Montserrat Pujol     | Spanien          | 1:00,21 min |
| 7     | Dana Wildová         | Tschechoslowakei | 1:00,97 min |

### Vorlauf 4
| Platz | Name              | Nation           | Zeit         |
| ----- | ----------------- | ---------------- | ------------ |
| 1     | Anita Weiß        | DDR              | 0056,19 s CR |
| 2     | Tatjana Selenzowa | Sowjetunion      | 0056,44 s    |
| 3     | Anne Michel       | Belgien          | 0058,19 s    |
| 4     | Swilenka Filipowa | Bulgarien        | 0058,31 s    |
| 5     | Daniele Lairloup  | Frankreich       | 0058,47 s    |
| 6     | Lisbeth Helbling  | Schweiz          | 0058,57 s    |
| 7     | Hana Slámová      | Tschechoslowakei | 1:00,77 min  |

## Halbfinale
2. September 1978, 10:30 Uhr
In den beiden Halbfinalläufen qualifizierten sich die jeweils ersten vier Athletinnen – hellblau unterlegt – für das Finale.

### Lauf 1
| Platz | Name                | Nation         | Zeit          |
| ----- | ------------------- | -------------- | ------------- |
| 1     | Silvia Hollmann     | BR Deutschland | 56,08 s CR    |
| 2     | Anita Weiß          | DDR            | 56,19 s       |
| 3     | Krystyna Kacperczyk | Polen          | 56,20 s       |
| 4     | Karin Roßley        | DDR            | 56,27 s       |
| 5     | Mary Appleby        | Irland         | 57,36 s NU23R |
| 6     | Marina Makejewa     | Sowjetunion    | 57,49 s       |
| 7     | Lea Alaerts         | Belgien        | 57,68 s       |
| DNF   | Swilenka Filipowa   | Bulgarien      |               |

### Lauf 2
| Platz | Name                 | Nation         | Zeit         |
| ----- | -------------------- | -------------- | ------------ |
| 1     | Tatjana Selenzowa    | Sowjetunion    | 0055,89 s CR |
| 2     | Ingrīda Barkāne      | Sowjetunion    | 0056,32 s    |
| 3     | Brigitte Köhn        | DDR            | 0056,55 s    |
| 4     | Genowefa Błaszak     | Polen          | 0056,67 s    |
| 5     | Erika Weinstein      | BR Deutschland | 0057,22 s    |
| 6     | Hilde Fredriksen     | Norwegen       | 0058,35 s    |
| 7     | Anne Michel          | Belgien        | 0058,67 s    |
| 8     | Elisabeth Sutherland | Großbritannien | 1:02,83 min  |

## Finale

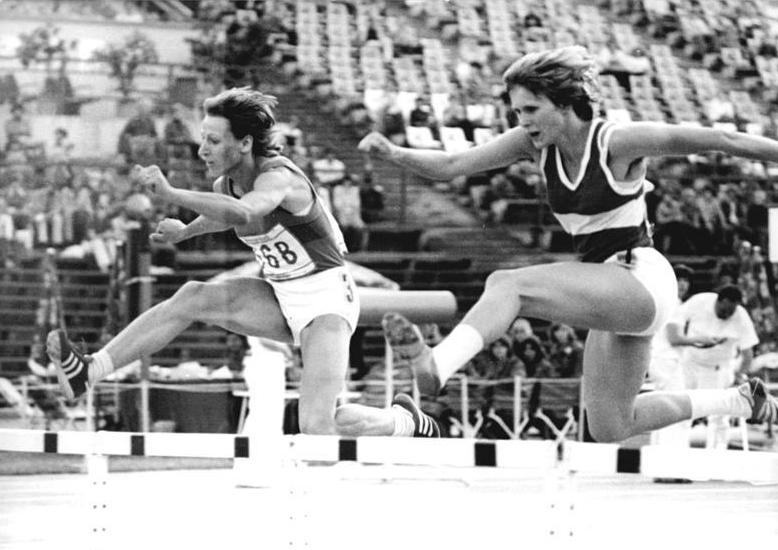
Bronzemedaillengewinnerin Karin Roßley (re.) und Anita Weiß, die Sechste wurde. bei den DDR-Meisterschaften 1978

2. September 1978, 17:00 Uhr
| Platz | Name                | Nation         | Zeit (s) |
| ----- | ------------------- | -------------- | -------- |
| 1     | Tatjana Selenzowa   | Sowjetunion    | 54,89 WR |
| 2     | Silvia Hollmann     | BR Deutschland | 55,14 DR |
| 3     | Karin Roßley        | DDR            | 55,36    |
| 4     | Brigitte Köhn       | DDR            | 55,46    |
| 5     | Krystyna Kacperczyk | Polen          | 55,55    |
| 6     | Anita Weiß          | DDR            | 55,63    |
| 7     | Ingrīda Barkāne     | Sowjetunion    | 55,96    |
| 8     | Genowefa Błaszak    | Polen          | 57,72    |